# Alto Hospicio
Alto Hospicio, ufficialmente Comuna multicultural de Alto Hospicio, è un comune del Cile, situato nella Provincia di Iquique della Regione di Tarapacá. Al censimento del 2017 possedeva una popolazione di 108 375 abitanti.